# Żelechów (województwo lubuskie)
Żelechów (niem. Selchow) – wieś w Polsce położona w województwie lubuskim, w powiecie świebodzińskim, w gminie Łagów.
W latach 1975–1998 miejscowość należała administracyjnie do województwa zielonogórskiego.

## Historia
Pierwsze wzmianki o wsi pochodzą z 1421, kiedy to przejęli ją łagowscy joannici od właścicieli Trzemeszna. Od 1466 właścicielami Żelechowa była rodzina Horn. W XVII w. osiedliła się tutaj grupa prześladowanych na terenie Rzeczypospolitej arian zwanych braćmi polskimi. Tutaj zmarł 1 listopada 1661 Jonasz Szlichtyng – przywódca braci polskich, świetny pisarz i teolog.

## Zabytki
Do wojewódzkiego rejestru zabytków wpisany jest:
- kościół ewangelicki, obecnie rzymskokatolicki filialny pod wezwaniem św. Stanisława, o konstrukcji szachulcowo-drewnianej, wypełnionej cegłą, z drewnianą wieżą nad zachodnią częścią korpusu, wybudowany w 1648. Należy do najstarszych zabytków budownictwa szachulcowego w regionie[5]

inne zabytki:
- pałac z połowy XIX w.
- poniemiecki cmentarz z końca XIX w., znajduje się niedaleko obok Żelechowa, najstarszy grób pochodzi z 1880.